# Isbornik Swjatoslawa

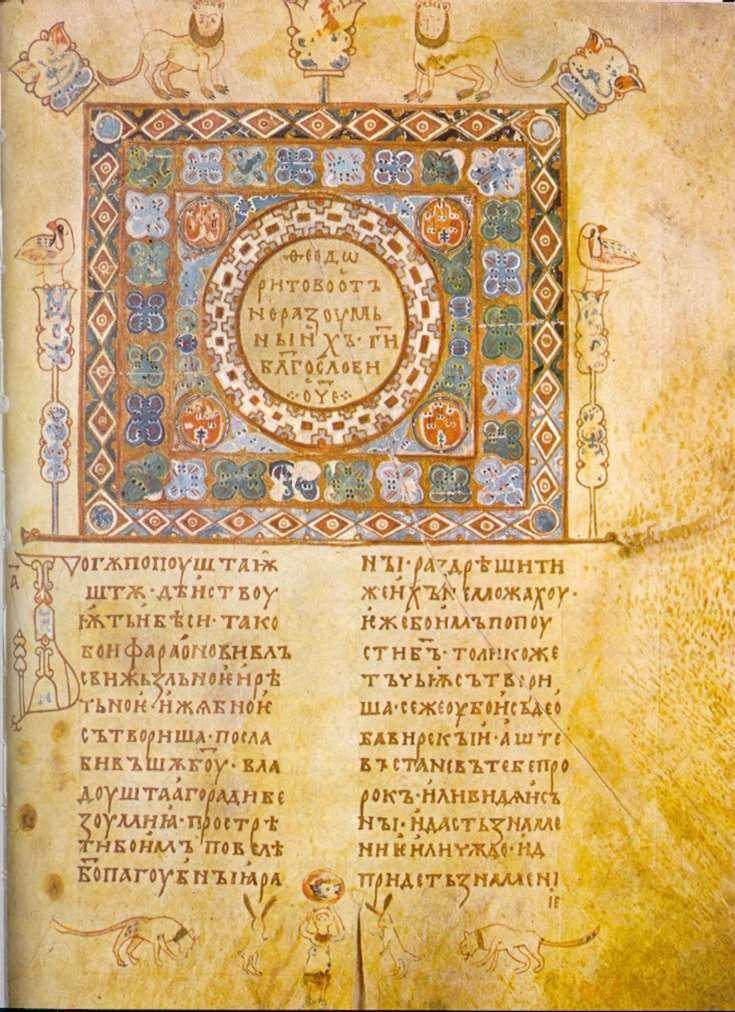

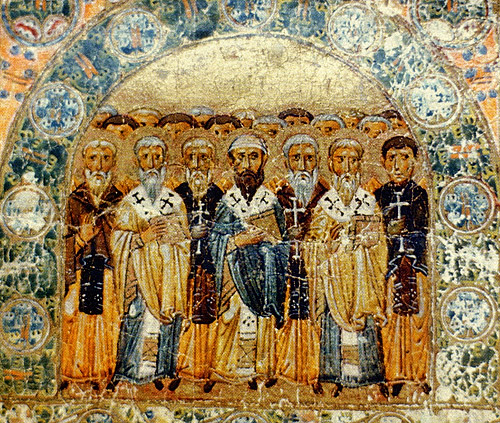
Darstellung der Kirchenväter

Der Isbornik Swjatoslawa (deutsch Textsammlung Swjatoslaws) ist eine illustrierte Handschrift von 1073 und 1076 in kirchenslawischer Sprache.
Sie enthält auf 266 Pergamentblättern Texte griechischer Kirchenväter und Theologen und aus der Bibel zu theologischen, philosophischen und ethischen Fragen. Insgesamt sind 380 Texte von 28 Autoren enthalten. Die Handschrift ist mit ganzseitigen farbigen Miniaturen und zahlreichen Verzierungen versehen.
Die Handschrift wurde 1073 und 1076 für Großfürst Swjatoslaw II. von Kiew angefertigt, wie eine Notiz im Text angibt. Sie entstand zum Teil nach einer Sammlung für Zar Simeon I. von Bulgarien aus dem späten 10. oder frühen 11. Jahrhundert. 1817 wurde sie im Kloster Neu-Jerusalem bei Moskau entdeckt. Heute befindet sie sich im Staatlichen Historischen Museum in Moskau. Es handelt sich nach dem Ostromir-Evangeliar um die zweitälteste Handschrift der Prämoskowitischen Periode der altrussischen Literatur.